# Najima El Arbaoui

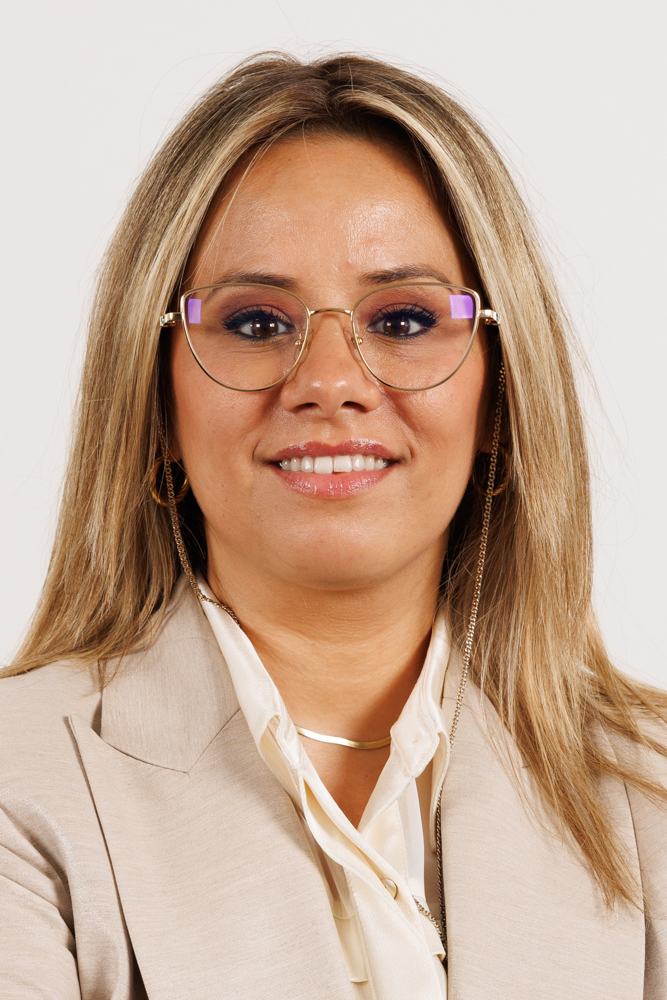
Najima El Arbaoui

Najima El Arbaoui (Leut, 17 september 1985) is een Belgisch onderneemster en politica voor Team Fouad Ahidar.

## Jeugd en opleiding
El Arbaoui groeide op in een gezin van zes kinderen in het Limburgse Dilsen-Stokkem. Haar vader verhuisde in de jaren 1960 vanuit Marokko naar België om als mijnwerker te werken. Ze behaalde een diploma in toegepaste economische wetenschappen aan de Universiteit Gent en woonde later in Brussel, Meise en Anderlecht.

## Professionele carrière
Najima El Arbaoui werd als onderneemster actief in de ICT-sector, de medische sector en vastgoed, waaronder als vastgoedmakelaar in Dubai. Ze richtte in 2022 eveneens de vzw Noujoum op, die zich inzet voor kwetsbare jongeren en alleenstaande moeders. Daarnaast is ze betrokken bij andere initiatieven die de emancipatie van vrouwen en jongeren bevorderen, zoals via de vzw Femme Universal.

## Politieke loopbaan
Najima El Arbaoui begon haar politieke loopbaan als lid bij de liberale partij MR. In 2024 maakte ze de overstap naar Team Fouad Ahidar (TFA). In juni 2024 werd ze voor deze partij verkozen in het Brussels Hoofdstedelijk Parlement. Daar werd ze lid van de commissies Economische Zaken en Werkgelegenheid en Gelijke Kansen en Vrouwenrechten. Als verkozene in de Nederlandse taalgroep belandde El Arbaoui tevens in de Raad van de Vlaamse Gemeenschapscommissie, waar ze sinds 2024 ondervoorzitter en voorzitter van de commissie Onderwijs en Scholenbouw is. Ze werd er tevens ondervoorzitter van de commissie Algemene Zaken, Financiën en Begroting en Stedelijk Beleid en lid van de commissie Cultuur, Jeugd en Sport.
Op lokaal politiek niveau is El Arbaoui sinds december 2024 gemeenteraadslid van Anderlecht.